# Palmona Park
Palmona Park – jednostka osadnicza w Stanach Zjednoczonych, w stanie Floryda, w hrabstwie Lee.